# Coppa Italia 2025-2026 (fase finale)
La fase finale della Coppa Italia 2025-2026 si disputerà tra il 3 dicembre 2025 e il 13 maggio 2026. Parteciperanno alla fase finale della competizione 16 squadre di cui le prime otto classificate della Serie A 2024-2025 e le otto vincenti dei sedicesimi della prima fase.

## Date
| Fase        | Turno            | Andata             | Ritorno            |
| ----------- | ---------------- | ------------------ | ------------------ |
| Fase finale | Ottavi di finale | 3-17 dicembre 2025 | 3-17 dicembre 2025 |
| Fase finale | Quarti di finale | 4-11 febbraio 2026 | 4-11 febbraio 2026 |
| Fase finale | Semifinali       | 4 marzo 2026       | 22 aprile 2026     |
| Fase finale | Finale           | 13 maggio 2026     | 13 maggio 2026     |

## Squadre
| Legenda                                |
| -------------------------------------- |
| Finalisti della Coppa Italia 2025-2026 |
| Semifinalisti                          |
| Eliminati ai quarti di finale          |
| Eliminati agli ottavi di finale        |

| Squadre    | Rank |
| ---------- | ---- |
| Bologna    | 1    |
| Napoli     | 2    |
| Inter      | 3    |
| Atalanta   | 4    |
| Juventus   | 5    |
| Roma       | 6    |
| Fiorentina | 7    |
| Lazio      | 8    |

| Squadre                   | Rank |
| ------------------------- | ---- |
| non conosciuta (bandiera) |      |
| non conosciuta (bandiera) |      |
| non conosciuta (bandiera) |      |
| non conosciuta (bandiera) |      |
| non conosciuta (bandiera) |      |
| non conosciuta (bandiera) |      |
| non conosciuta (bandiera) |      |
| non conosciuta (bandiera) |      |

## Tabellone
|  | Ottavi di finale | Ottavi di finale |  |  | Quarti di finale | Quarti di finale |  |  | Semifinali | Semifinali | Semifinali | Semifinali |  |  | Finale | Finale |
|  |                  |                  |  |  |                  |                  |  |  |            |            |            |            |  |  |        |        |
|  | Bologna          |                  |  |  |                  |                  |  |  |            |            |            |            |  |  |        |        |
|  |                  |                  |  |  |                  |                  |  |  |            |            |            |            |  |  |        |        |
|  |                  |                  |  |  |                  |                  |  |  |            |            |            |            |  |  |        |        |
|  |                  |                  |  |  |                  |                  |  |  |            |            |            |            |  |  |        |        |
|  |                  |                  |  |  |                  |                  |  |  |            |            |            |            |  |  |        |        |
|  | Lazio            |                  |  |  |                  |                  |  |  |            |            |            |            |  |  |        |        |
|  |                  |                  |  |  |                  |                  |  |  |            |            |            |            |  |  |        |        |
|  |                  |                  |  |  |                  |                  |  |  |            |            |            |            |  |  |        |        |
|  |                  |                  |  |  |                  |                  |  |  |            |            |            |            |  |  |        |        |
|  |                  |                  |  |  |                  |                  |  |  |            |            |            |            |  |  |        |        |
|  |                  |                  |  |  |                  |                  |  |  |            |            |            |            |  |  |        |        |
|  | Juventus         |                  |  |  |                  |                  |  |  |            |            |            |            |  |  |        |        |
|  |                  |                  |  |  |                  |                  |  |  |            |            |            |            |  |  |        |        |
|  |                  |                  |  |  |                  |                  |  |  |            |            |            |            |  |  |        |        |
|  |                  |                  |  |  |                  |                  |  |  |            |            |            |            |  |  |        |        |
|  |                  |                  |  |  |                  |                  |  |  |            |            |            |            |  |  |        |        |
|  |                  |                  |  |  |                  |                  |  |  |            |            |            |            |  |  |        |        |
|  | Atalanta         |                  |  |  |                  |                  |  |  |            |            |            |            |  |  |        |        |
|  |                  |                  |  |  |                  |                  |  |  |            |            |            |            |  |  |        |        |
|  |                  |                  |  |  |                  |                  |  |  |            |            |            |            |  |  |        |        |
|  |                  |                  |  |  |                  |                  |  |  |            |            |            |            |  |  |        |        |
|  |                  |                  |  |  |                  |                  |  |  |            |            |            |            |  |  |        |        |
|  |                  |                  |  |  |                  |                  |  |  |            |            |            |            |  |  |        |        |
|  | Inter            |                  |  |  |                  |                  |  |  |            |            |            |            |  |  |        |        |
|  |                  |                  |  |  |                  |                  |  |  |            |            |            |            |  |  |        |        |
|  |                  |                  |  |  |                  |                  |  |  |            |            |            |            |  |  |        |        |
|  |                  |                  |  |  |                  |                  |  |  |            |            |            |            |  |  |        |        |
|  |                  |                  |  |  |                  |                  |  |  |            |            |            |            |  |  |        |        |
|  |                  |                  |  |  |                  |                  |  |  |            |            |            |            |  |  |        |        |
|  | Roma             |                  |  |  |                  |                  |  |  |            |            |            |            |  |  |        |        |
|  |                  |                  |  |  |                  |                  |  |  |            |            |            |            |  |  |        |        |
|  |                  |                  |  |  |                  |                  |  |  |            |            |            |            |  |  |        |        |
|  |                  |                  |  |  |                  |                  |  |  |            |            |            |            |  |  |        |        |
|  |                  |                  |  |  |                  |                  |  |  |            |            |            |            |  |  |        |        |
|  |                  |                  |  |  |                  |                  |  |  |            |            |            |            |  |  |        |        |
|  | Fiorentina       |                  |  |  |                  |                  |  |  |            |            |            |            |  |  |        |        |
|  |                  |                  |  |  |                  |                  |  |  |            |            |            |            |  |  |        |        |
|  |                  |                  |  |  |                  |                  |  |  |            |            |            |            |  |  |        |        |
|  |                  |                  |  |  |                  |                  |  |  |            |            |            |            |  |  |        |        |
|  |                  |                  |  |  |                  |                  |  |  |            |            |            |            |  |  |        |        |
|  |                  |                  |  |  |                  |                  |  |  |            |            |            |            |  |  |        |        |
|  | Napoli           |                  |  |  |                  |                  |  |  |            |            |            |            |  |  |        |        |
|  |                  |                  |  |  |                  |                  |  |  |            |            |            |            |  |  |        |        |
|  |                  |                  |  |  |                  |                  |  |  |            |            |            |            |  |  |        |        |

## Ottavi di finale

### Tabellini
| Bologna 3-17 dicembre 2025, ore --:-- CET | Bologna | – | Vincente incontro 21 | Stadio Renato Dall'Ara |

| Roma 3-17 dicembre 2025, ore --:-- CET | Lazio | – | Vincente incontro 22 | Stadio Olimpico |

| Torino 3-17 dicembre 2025, ore --:-- CET | Juventus | – | Vincente incontro 23 | Juventus Stadium |

| Bergamo 3-17 dicembre 2025, ore --:-- CET | Atalanta | – | Vincente incontro 24 | Stadio Atleti Azzurri d'Italia |

| Milano 3-17 dicembre 2025, ore --:-- CET | Inter | – | Vincente incontro 25 | Stadio Giuseppe Meazza |

| Roma 3-17 dicembre 2025, ore --:-- CET | Roma | – | Vincente incontro 26 | Stadio Olimpico |

| Firenze 3-17 dicembre 2025, ore --:-- CET | Fiorentina | – | Vincente incontro 27 | Stadio Artemio Franchi |

| Napoli 3-17 dicembre 2025, ore --:-- CET | Napoli | – | Vincente incontro 28 | Stadio Diego Armando Maradona |

### Risultati
| Squadra 1  | Risultato | Squadra 2            |
| ---------- | --------- | -------------------- |
| Bologna    | 29        | Vincente incontro 21 |
| Lazio      | 30        | Vincente incontro 22 |
| Juventus   | 31        | Vincente incontro 23 |
| Atalanta   | 32        | Vincente incontro 24 |
| Inter      | 33        | Vincente incontro 25 |
| Roma       | 34        | Vincente incontro 26 |
| Fiorentina | 35        | Vincente incontro 27 |
| Napoli     | 36        | Vincente incontro 28 |

## Quarti di finale

### Tabellini
| 4-11 febbraio 2026, ore --:-- CET | Vincente incontro 29 | – | Vincente incontro 30 |  |

| 4-11 febbraio 2026, ore --:-- CET | Vincente incontro 31 | – | Vincente incontro 32 |  |

| 4-11 febbraio 2026, ore --:-- CET | Vincente incontro 33 | – | Vincente incontro 34 |  |

| 4-11 febbraio 2026, ore --:-- CET | Vincente incontro 35 | – | Vincente incontro 36 |  |

### Risultati
| Squadra 1            | Risultato | Squadra 2            |
| -------------------- | --------- | -------------------- |
| Vincente incontro 29 | 37        | Vincente incontro 30 |
| Vincente incontro 31 | 38        | Vincente incontro 32 |
| Vincente incontro 33 | 39        | Vincente incontro 34 |
| Vincente incontro 35 | 40        | Vincente incontro 36 |

## Semifinali

### Tabellini

#### Andata
| 4 marzo 2026, ore --:-- CET |  | – |  |  |

| 4 marzo 2026, ore --:-- CET |  | – |  |  |

#### Ritorno
| 22 aprile 2026, ore --:-- CEST |  | – |  |  |

| 22 aprile 2026, ore --:-- CEST |  | – |  |  |

### Risultati
| Squadra 1            | Totale | Squadra 2            | Andata | Ritorno |
| -------------------- | ------ | -------------------- | ------ | ------- |
| Vincente incontro 37 | 41     | Vincente incontro 38 | -      | -       |
| Vincente incontro 39 | 42     | Vincente incontro 40 | -      | -       |

## Finale
| Roma 13 maggio 2026, ore 21:00 CEST Gara 45 |  | – |  | Stadio Olimpico |

| Assistenti arbitrali: Quarto ufficiale: VAR: Assistente al VAR: Assistente di riserva: | Regole dell'incontro: - due tempi regolamentari da 45 minuti ciascuno; - due tempi supplementari da 15 minuti ciascuno in caso di parità; - tiri di rigore in caso di ulteriore parità; inizialmente cinque per squadra, e a oltranza fino a spareggio in caso di ulteriore parità; - numero massimo di 26 giocatori per squadra a referto (11 in campo e 15 come potenziali sostituti); - cinque sostituzioni permesse nei tempi regolamentari; una sesta permessa nei tempi supplementari. |